# Марков, Михаил Витальевич
Михаил Витальевич Марков (родился 11 апреля 1951, Янаул) — ботаник, доктор биологических наук, профессор.

## Биография
Родился 11 апреля 1951 года в городе Янаул Башкирской АССР (сейчас Республика Башкортостан).
Отец — Виталий Михайлович Марков, доктор филологических наук, профессор Казанского государственного университета.
Дед — Михаил Васильевич Марков, геоботаник, доктор биологических наук, профессор Казанского государственного университета.
В 1968 году окончил с серебряной медалью среднюю школу № 3 города Казани и поступил на биолого-почвенный факультет Казанского государственного университета. В 1973 году получил диплом с отличием и рекомендацию в аспирантуру.
Окончил очную целевую аспирантуру на кафедре геоботаники биологического факультета Московского государственного университета им. М. В. Ломоносова. В 1977 году защитил кандидатскую диссертацию.
С 1977 по 1992 год работал на кафедре ботаники биолого-почвенного факультета Казанского государственного университета, сначала ассистентом, затем доцентом.
За время работы в Казани провёл содержательные исследования в области популяционной биологии малолетних растений.
Разработал лекционный спецкурс «Популяционная биология растений», в 1986 году опубликовал первое учебно-методическое пособие по этому курсу. В дальнейшем этот учебник после авторской доработки переиздавался в 2012 году.
С 1989 по 1992 год прошёл очную докторантуру на кафедре геоботаники Московского государственного университета и в итоге защитил докторскую диссертацию.
После окончания докторантуры поступил на работу в Тверской государственный университет на должность профессора. С 1993 по 2002 год был заведующим кафедрой ботаники биологического факультета Тверского государственного университета.
В период с 1993 по 2002 год неоднократно читал лекции по «Популяционной биологии растений» в Марийском государственном университете.
С 1992 года начал сотрудничество с кафедрой ботаники Московского педагогического государственного университета. В 2009 году был избран на должность профессора кафедры ботаники МПГУ.
Читает курсы по ботанике, экологии, биогеографии, популяционной биологии.

## Научная деятельность
Кандидат биологических наук с 1977 года. Тема кандидатской диссертации «Ценотические популяции пастушьей сумки (Capsella bursa-pastoris (L.) Medic.) в различных агрофитоценозах», научный руководитель — Тихон Александрович Работнов.
Доктор биологических наук с 1992 года. Тема докторской диссертации «Структура и популяционная биология малолетних растений центра Русской равнины».
Научные интересы: биогеография, популяционная биология растений.
Активный участник российских и международных ботанических экспедиций по России и зарубежным странам.
Под его руководством защищены 6 кандидатских диссертаций.
С 2017 года член редколлегии «Ботанического журнала».
Автор более чем 230 научных публикаций.

## Награды, премии, почётные звания
Почётный работник высшего профессионального образования Российской Федерации (2013).
Почётная серебряная медаль имени В. И. Вернадского (2006).
Почётная серебряная медаль имени Н. И. Вавилова (2011).
Почётная медаль П. И. Капицы (2015).

## Публикации
- Популяционная биология растений (учебно-методическое пособие). Казань, 1986. 108 с.
- Популяционная биология растений. М., 2012. 378 с.
- Популяционная биология розеточных и полурозеточных малолетних растений. Казань, 1990. 178 с.
- Марков М. В., Папченков В. Г., Ситников А. П. 1988. Новые и редкие растения Татарии. — Бот. журн. 73 (1): 114—120.
- Бабенко В. Г., Марков М. В. 2017. Основы биогеографии. М. 194 с.